# Längd
För andra betydelser, se Längd (olika betydelser).
Längd är en fysikalisk storhet som anger ett avstånd, till exempel från en punkt där ett objekt börjar till den punkt där det slutar. En vertikal längd kallas även höjd.
Vi har också en intuitiv uppfattning om storheten längd som något fast och oföränderligt. En människas längd kan visserligen variera, men att en meter är konstant skulle de flesta nog anse vara självklart. Desto mer anmärkningsvärt var det därför när Albert Einstein kunde visa att detta bara nästan är sant. I den speciella relativitetsteorin visas att de grundläggande storheterna längd, tid och massa påverkas av den hastighet betraktaren färdas i. De flesta människor kommer dock troligen aldrig att råka ut för någon situation där detta faktum är relevant eller ens mätbart för dem.

## Beteckningar
Längder mäts oftast i det tredimensionella rummet, och ett föremåls utsträckning längs motsvarande axel betecknas därför vanligen x, y respektive z.
Om endast en dimension är relevant är även l en vanlig beteckning. Bredd används som beskrivning av en riktning i tvådimensionella (2D) och tredimensionella (3D) rumsperspektiv.

## Längden av en funktionskurvaφ(x){\displaystyle \varphi (x)}
Längden av en styckvis {\displaystyle C^{1}} kurva 
{\displaystyle \varphi (x);x\in [\alpha ,\beta ]}
definieras som 
{\displaystyle s:=\int _{\alpha }^{\beta }{\sqrt {1+\left({\frac {d\varphi }{dx}}\right)^{2}}}dx}
Detta kan exempelvis motiveras av att ett litet kurvsegments längd kan approximeras av en rak linje, av längd {\displaystyle \delta s}, som utgör hypotenusan i en rätvinklig triangel med de två övriga sidornas längder som {\displaystyle \delta \varphi } och {\displaystyle \delta x}. Enligt Pythagoras sats gäller då 
{\displaystyle \delta s^{2}=\delta x^{2}+\delta \varphi ^{2}}
och därmed, eftersom {\displaystyle \delta s>0} och {\displaystyle \delta x>0}
{\displaystyle \delta s={\sqrt {\delta x^{2}\left(1+\left({\frac {\delta \varphi }{\delta x}}\right)^{2}\right)}}={\sqrt {1+\left({\frac {\delta \varphi }{\delta x}}\right)^{2}}}\delta x}

## Enheter
Längd har alltid haft en relevans för människan. Detta har medfört att det finns mängder av olika enheter för längd, som utvecklats i olika kulturer.
I Internationella måttenhetssystemet (SI) används meter som enheter för att mäta längd. Tillsammans med storheterna tid och massa kan många enheter inom mekaniken härledas; vanligast är hastighet, acceleration, kraft, energi och effekt.
Det finns ett stort antal mått som inte ingår i SI. Många äldre längdmått baserades på olika mått på människan, till exempel tum, fot, aln, famn. För mycket små mått, i storleksordningen nere på atomstorlek, finns ångström. För större mått finns stång, olika varianter av mil så som till exempel Engelsk mil. Inom sjöfarten används kabellängd och nautisk mil. För att beskriva extremt stora avstånd, så som man har behov av i astronomi, finns astronomisk enhet och ljusår.